# Mammal Species of the World
Mammal Species of the World. A Taxonomic and Geographic Reference ist ein englischsprachiges wissenschaftlich-zoologisches Nachschlagewerk mit Angaben zur Systematik, wissenschaftlichen Benennung und Verbreitung aller bekannten rezenten Säugetiere weltweit bis auf Artebene.

## Inhalt
Der Hauptteil des Werkes, die Checklist of Mammal Species of the World, besteht aus Einträgen zu den einzelnen Taxa. Der Schwerpunkt liegt auf niederen Rängen, Ränge oberhalb der Ordnung sind nicht aufgeführt. Die Checklist unterteilt sich in Kapitel, die seit der zweiten Auflage von verschiedenen Autoren verfasst sind.
Ergänzt wird die Checklist durch ein umfangreiches Literatur- und ein Stichwortverzeichnis.
Die Systematik der dritten Auflage basiert auf Classification of Mammals Above the Species Level. Bei höheren Rängen orientiert sich die Reihenfolge der Taxa an vermuteten Verwandtschaftsverhältnissen, bei Gattungen und Arten ist sie alphabetisch.
Die einzelnen Einträge enthalten den wissenschaftlichen Namen des Taxons, den Namen des Erstbeschreibers sowie Jahr, Titel und Stelle der Veröffentlichung.
In der dritten Auflage enthalten die Einträge zu den Arten einen englischen Trivialnamen. Diese Angabe basiert auf Common Names of Mammals of the World. Bei Gattungen wird die Typus-Art genannt, bei Arten die Typuslokalität.
Die Einträge zu den Arten enthalten das Verbreitungsgebiet und den Gefährdungsstatus nach dem Endangered Species Act (U. S. ESA), der International Union for Conservation of Nature and Natural Resources (IUCN) sowie dem Washingtoner Artenschutz-Übereinkommen (CITES).
Darüber hinaus werden Synonyme aufgeführt und in vielen Kapiteln der dritten Auflage Unterarten zugeordnet.
Abweichende systematische Sichtweisen und wissenschaftliche Benennungen werden in Textform kommentiert.

## Auflagen
Die erste Auflage wurde im Juni 1982 von James H. Honacki, Kenneth E. Kinman und James W. Koeppl herausgegeben. Auf 694 Seiten umfasst sie 4170 Arten.
Die zweite Auflage folgte im Juni 1993. Sie wurde von Don E. Wilson und DeeAnn M. Reeder im Verlag der Smithsonian Institution herausgegeben. Auf 1207 Seiten umfasst sie 26 Ordnungen mit 4629 Arten, davon 171 neu beschrieben.
Ebenfalls von Wilson und Reeder wurde im Dezember 2005 die dritte Auflage im Verlag der Johns Hopkins University herausgegeben. Auf 2142 Seiten in zwei Bänden umfasst sie 29 Ordnungen mit 5416 Arten, davon 260 neu beschrieben. Zudem werden 37.378 Synonyme und 9373 wissenschaftliche Veröffentlichungen gelistet.
Die Autoren der einzelnen Kapitel der dritten Auflage sind Gary N. Bronner (Tenrekartige*), Robert L. Brownell, Jr. (Wale*), Michael D. Carleton (Nagetiere*, Mäuseartige*), Fritz Dieterlen (Dornschwanzhörnchen, Springhasen, Kammfinger), Alfred L. Gardner (Beutelratten, Mausopossums, Chiloé-Beutelratte, Gürteltiere, Zahnarme), Colin Groves (Kloakentiere, Beutelmulle, Raubbeutlerartige, Nasenbeutler, Diprotodontia, Primaten), Peter Grubb (Unpaarhufer, Paarhufer), Kristofer M. Helgen (Spitzhörnchen, Stummelschwanzhörnchen, Biber), Robert S. Hoffmann (Hasenartige*, Hörnchen*), Mary Ellen Holden (Bilche, Springmäuse*), Rainer Hutterer (Insektenfresser), Paulina D. Jenkins (Tenrekartige*), C. William Kilpatrick (Stachelschweinverwandte*), James G. Mead (Wale*), Guy Musser (Nagetiere*, Springmäuse*, Mäuseartige*), James L. Patton (Taschenratten, Taschenmäuse), Duane A. Schlitter (Rüsselspringer, Röhrenzähner, Schuppentiere), Jeheskel Shoshani (Schliefer, Elefanten, Seekühe), Nancy B. Simmons (Fledertiere), Andrew T. Smith (Hasenartige*), Brian J. Stafford (Riesengleiter), Richard Wainwright Thorington, Jr. (Hörnchen*), Charles A. Woods (Stachelschweinverwandte*) und W. Christopher Wozencraft (Raubtiere). Die mit * gekennzeichneten Kapitel wurden von mehreren Autoren verfasst.